# ムースの隠遁
『ムースの隠遁』（ムースのいんとん、Le Refuge）は2009年のフランスのドラマ映画。妊娠中の女優と映画を撮るのが長年の夢だったフランソワ・オゾン監督が実際に妊娠6カ月だったイザベル・カレを主演に起用した作品で、ドラッグ中毒によって急死した恋人の子をお腹に宿していることを知った女性が、田舎で隠遁生活を送る姿を描いている。
2009年9月16日にトロント国際映画祭で初上映された。日本では2012年8月4日から開催された「三大映画祭週間2012」で上映され、2013年4月3日にDVDが発売された。
フランスの人気歌手ルイ＝ロナン・ショワジーが映画初出演し、音楽も担当している。

## ストーリー
ムースとルイは傍目には何不自由のない裕福なカップルだったが、実はドラッグ中毒の泥沼に陥っていた。ある日、ドラッグの過剰摂取によりルイが急死、ムースは何とか命は取り留めたものの、ルイの子を妊娠していることを医師から告げられる。薬物中毒の女性の妊娠は危険であるとしてルイの母親には出産を反対されるが、ムースは生むつもりで田舎で隠遁生活を始める。しばらくしてルイの弟ポールが訪ねて来る。ゲイであるポールとの生活は穏やかで、ムースの心も和む。
ある夜、ポールの恋人となった村の青年セルジュと3人で夜遊びをした帰りに、ポールはかつて本気で愛した人がいたが死んでしまったこと、そして自分が養子でルイとは血がつながっていないことをムースに告白する。ポールが本気で愛した人とは死んだ兄ルイであることが示唆される。しばらく経ったある夜、セルジュと喧嘩したポールは泥酔した状態で戻って来ると、ムースと関係を結ぶ。翌朝、ポールはムースと穏やかに別れて出て行く。残されたムースは涙する。
月日が経ち、ムースはパリで無事に女の子ルイーズを出産する。ポールが病院に見舞いに来ると、ムースは娘をポールに預けて煙草を吸いに外に出て行く。ところが、煙草を吸っていたムースは急に思い立ったように電車に乗ってそのまま姿を消してしまう。まだ母親になる自信がないムースは人生を学び直してから娘とポールのもとに戻りたいのだという。残された娘ルイーズをポールは愛おしげに抱きかかえる。

## キャスト
- ムース: イザベル・カレ
- ルイ: メルヴィル・プポー - ムースの恋人。急性ドラッグ中毒で亡くなる。
- ポール: ルイ＝ロナン・ショワジー（フランス語版） - ルイの弟。ゲイ。
- セルジュ: ピエール・ルイス＝カリクト（フランス語版） - 村の青年。ポールの恋人となる。
- 母: クレール・ヴェルネ（フランス語版） - ルイとポールの母親。
- 父: ジャン＝ピエール・アンドレアーニ（フランス語版） - ルイとポールの父親。

## 作品評価

### 映画批評家によるレビュー
アロシネによれば、フランスの21のメディアによる評価の平均点は5点満点中3.1点である。
Rotten Tomatoesによれば、37件の評論のうち高評価は86%にあたる32件で、平均点は10点満点中6.6点となっている。
Metacriticによれば、10件の評論のうち、高評価は5件、賛否混在は5件、低評価はなく、平均点は100点満点中61点となっている。

### 受賞歴
第57回サン・セバスティアン国際映画祭において審査員特別賞を受賞している。